# 스파르타쿠스의 등장인물 목록
다음은 《스파르타쿠스》의 등장인물 목록이다.

## 주요 캐릭터
- 스파르타쿠스(Spartacus/ 앤디 윗필드): 트라키아 출신의 전사. 로마군에 가담하여 전쟁에 참가하다 군단장인 글러버의 명령에 반역한 죄로 노예가 된다. 이후 그는 가푸아 지역의 검투사 양성가인 바티아투스에게 거둬들여진다. 검투사로서 출세하면 아내인 수라와 함께할 수 있다는 바티아투스의 말을 믿고 그의 밑에서 뛰어난 검투사로서 성장해 나간다. 훗날 아내 수라의 죽음으로 큰절망에 빠지지만 그녀의 죽음뒤에 주인인 바티아투스가 있다는것을 알고 복수의 칼을 갈게 된다.

- 수라(Sura/ 에릭 커밍스): 스파르타쿠스의 아내. 남편인 스파르타쿠스가 글러버의 함정에 빠진 이후 노예로 팔려간다. 이후 뛰어난 검투사로 성장한 스파르타쿠스를 수라 때문에 잃게 될까봐 두려워진 바티아투스의 계락에 의해 사망.

- 퀸투스 바티아투스(Quintus Lentulus Batiatus/ 존 한나): 카푸아 지방의 명문 검투사 양성소의 주인. 유명 검투사 양성가의 타이틀을 달고 정치계에 입문하려는 욕망을 위하여 엄청난 결단력과 추진력을 통한 일들을 벌이며, 자신의 목적을 위해선 수단과 방법을 안가리는 전형적인 계략가. 훗날 수라의 죽음에 대한 진실을 알게 된 스파르타쿠스에 의하여 살해당함.

- 루크레티아(Lucretia /루시 로리스): 바티아투스의 아내. 남편 못지않게 출세하길 원하는 교활한 성격의 인물. 작중에선 성적인 욕구를 서슴없이 드러낸다. 이때문인지 야성미 넘치는 크릭서스와 비밀리에 성관계를 갖는다.

- 일리시아(Ilithyia/ 비바 비앙카): 로마 상원 알비니우스의 딸이자 글러버 군단장의 아내. 바티아투스 부부의 호의에 의하여 바티아투스 검투사 양성소에 자주 드나든다. 이때문에 스파르타쿠스와 마주쳐 마찰이 일어나기도 함. 루크레티아 못지않게 성적인 욕구를 서슴없이 드러냄.

- 솔로니우스: 카푸아에서 검투사 양성소를 운영하는 인물. 과거엔 바티아투스와 둘도없는 절친이였지만 배신을 때리는 바람에 바티아투스와는 견원지간이 되었다. (2011년에 방영한 『스파르타쿠스 : 갓 오브 아레나』에서 자세히 언급됨) 훗날 바티아투스의 음모에 빠져 반역자로 몰리게되고, 검투장에서 스파르타쿠스의 공격을 맞고 참수당함.

## 글래디에이터
- "도토레" 오이노마무스(("Doctore" Oenomaus/ 피터 멘사): 바티아투스의 검투사 양성소의 검투사 교관. 카리스마 넘치는 리더쉽으로 거친 검투사들을 훈련시킨다. 그러나 겉으로 보이는 이미지와는 달리 인정많고 누구보다도 검투사들을 아끼는 남자. 과거 이 양성소에서 뛰어난 실력을 자랑하던 일류 검투사였으며, 작중 스파르타쿠스 & 크릭서스가 대결했던 괴물 검투사 테오콜리스와의 대결에서 유일하게 살아남아 전설로 불린다.

- 크릭서스(Crixus/ 마누 베넷): 골 출신. 바티아투스 검투사 양성소 No. 01 검투사. 스파르타쿠스의 라이벌로서 비중있게 활약하며, 언제나 최고&최강의 검투사를 꿈꾼다. 시즌1 마지막화에서 스파르타쿠스를 도와 반란을 일으킨다.

- 아슈르(Ashur / 닉 타라베이): 바티아투스 검투사 양성소 출신의 전직 검투사. 과거 크릭서스에 의해 다리가 부러져 검투사로서의 생명이 끝났다. (이일 때문에 크릭서스를 증오함.) 자신의 이익을 위하여 바티아투스의 명령에 따라 그의 앞잡이로 활약 - 두터운 신임을 얻게 된다.

- 바로(Varro/ 자이 코트니): 로마 시민이었지만 빚 때문에 검투사가 된 인물. 아내를 아끼고 사랑한다. 스파르타쿠스와 함께하는 과정에서 절친이됨. 훗날 일리시아의 계략에 의하여 스파르타쿠스와의 모의 검투대결 도중 사망.

- 아그론(Agron): 바티아투스 소유의 검투사. 듀로의 친형.

- 듀로(Duro): 바티아투스 소유의 검투사. 아그론의 친동생.

- 바르카: 바티아투스 소유의 검투사. 창을 다루는 실력이 일품. 크릭서스와 매우 친하다. 작중에선 게이로 나오며, 새를 좋아한다.

- 테오콜레스: 솔로니우스의 노예 검투사. 『죽음의 그림자』로 불리는 거인으로 무패를 자랑한다. 여태까지 그와의 검투대결에서 살아남은 유일한 인물은 오이노마무스 뿐. 시즌1 5화에서 스파르타쿠스&크릭서스와의 대결에서 사망.

## 로마인
- 글라버(Gaius Claudius Glaber/ 크레이그 파커): 로마군 군단장(Legatus). 자신의 명령에 불복종한 스파르타쿠스를 노예로 만든 장본인이다.

- 칼바비우스(Calvavius): 로마인 행정장관(Magistrate). 바티아투스가 그를 통하여 정치에 입문하려고 별짓을 다했지만 실패하자 살해당한다.

- 뉴메리우스(Numerius): 칼바비우스의 어린 아들. 성인식때 일리시아의 꾀임에 넘어가 모의 검투전을 치루던 바로를 스파르타쿠스가 죽이도록 만든다.

## 기타
- 오러스(Aulus): 바티아투스의 은밀한 해결사.

- 미라(Mira): 루크레티아의 여자 노예. 스파르타쿠스를 성적으로 유혹하라고 쿠르레티아가 여러번 그에게 보내면서 등장함. 아내인 수라를 향한 일편담심 때문에 유혹에는 실패하지만 그와 이야기를 주고 받으면서 친해진다. 시즌1 마지막화에선 스파르타쿠스와 반란에 결정적인 역할을 한다.

- 네이비아(Naevia / 신시아 아다이로빈슨): 루크레티아가 가장 신뢰하는 최측근 여자 노예. 크릭서스와는 은밀한 연인관계로 지냄.

- 아우렐리아(Aurela): 바로의 아내. 모의 검투대결에서 바로를 죽인 스파르타쿠스를 싫어한다. 이후 바로대신 빚을 갚가 위하여 바티아투스의 노예로 들어옴. 훗날 스파르타쿠스가 어쩔 수 없는 명령으로 바로를 죽인것을 알게되고, 스파르타쿠스가 일으킨 반란에서 남편인 바로를 죽게만든 명령을 내린 의원의 아들을 즉접 죽인다.